# Tollensemühle
Die Tollensemühle prägte vom 19. bis zum Ende des 20. Jahrhunderts das östliche Stadtbild von Altentreptow im heutigen Landkreis Mecklenburgische Seenplatte. Die Mühle befand sich an einem Seitenarm der Tollense, der Kleinen Tollense und war nach der St.-Petri-Kirche das größte Gebäude der Stadt.

## Geschichte
Erstmals erwähnt wurde die wahrscheinlich schon im 13. Jahrhundert errichtete Tollensemühle 1340 in einer Urkunde des Herzogs Barnims III. von Pommern. In dieser Schenkungsurkunde übertrug der Herzog die Mühle an das Kloster Reinfeld. Sie befand sich außerhalb der Stadtmauern vor dem nach ihr benannten Mühlentor, dem östlichen der drei Stadttore von Treptow an der Tollense.
Nach Einführung der Reformation in Pommern und der Säkularisation der Klostergüter kam die Mühle in den Besitz des herzoglichen Amtes Treptow. 1698 vernichtete ein großer Stadtbrand auch die Tollensemühle, die noch im gleichen Jahr wiederaufgebaut wurde. Ludwig Wilhelm Brüggemann beschrieb sie 1779 als „unterschlägige Erbpachtmühle mit 2 Mahlgängen“.
In den Jahren 1842 bis 1844 wurde die Neue Tollensemühle errichtet. Die bestehenden Teile der alten Mühle wurde als Wohngebäude in den deutlich größeren Neubau einbezogen. 1844 wurde die Mühle durch Woldemar von Heyden auf Kartlow erworben, der sie zwischen 1845 und 1846 modernisieren und auf acht Mahlgänge erweitern ließ. Das Mühlentor wurde zu dieser Zeit abgebrochen und ein noch heute existierender Mühlenspeicher auf der gegenüberliegenden Straßenseite errichtet.
Schwankungen des Tollensepegels bereiteten besonders im 19. Jahrhundert Schwierigkeiten. Die Vierrademühle in Neubrandenburg staute den Fluss so sehr, dass 1862 nur ein Wasserrad angetrieben werden konnte. 1936 wurde bei der Tollenseregulierung darauf geachtet, dass der Betrieb der inzwischen auf Turbinen umgestellten Mühle gewährleistet blieb. Bereits im nächsten Jahr wurde sie aber auf Motorbetrieb umgestellt.
Zu DDR-Zeiten wurde die Mühle 1953 verstaatlicht. Zum Jahresende 1958 stellte der „VEB Tollensemühle“ den Betrieb ein. Sie wurde als Lager und Wohnraum weiterhin genutzt. Der Kreis Altentreptow setzte die Mühle um 1985 auf die Denkmalliste. Im Jahr 1996 brannte die Mühle teilweise ab. Das bis dahin stadtbildprägende Bauwerk wurde im Jahr 2000 abgerissen. Im Sommer 2001 wurden archäologische Ausgrabungen durchgeführt, bevor die Umverlegung der Mauerstraße über den Westteil des stadtgeschichtlich bedeutenden Bodendenkmals erfolgte.
An der Kleinen Tollense wurde ein Kleinwasserkraftwerk mit einer Turbine und einer Nennleistung von 45 kW errichtet.